# Phil Jagielka
Philip Nikodem Jagielka ( /jəˈɡjɛlkə/  hoặc /ˌdʒæɡiˈɛlkə/; sinh ngày 17 tháng 8 năm 1982) là một cựu cầu thủ bóng đá chuyên nghiệp người Anh chơi ở vị trí trung vệ. Anh chủ yếu được biết đến với quãng thời gian dài chơi bóng tại Sheffield United và Everton.
Jagielka bắt đầu sự nghiệp cầu thủ của mình tại Sheffield United vào năm 2000, nơi anh chủ yếu chơi ở vị trí tiền vệ trung tâm. Anh đã giúp đội đạt được vị trí cao nhất trong mùa giải 2006–07 và sau đó gia nhập Everton với mức giá 4 triệu bảng. Anh trở thành đội trưởng của câu lạc bộ từ năm 2013 đến 2019, chơi tổng cộng 385 trận. Anh rời Everton vào năm 2019 và trở lại câu lạc bộ cũ Sheffield United.
Kể từ khi ra mắt vào năm 2008, anh đã có 40 trận khoác áo đội tuyển Anh trong sự nghiệp thi đấu quốc tế của mình và có mặt trong danh sách đội tuyển Anh tham dự UEFA Euro 2012 và FIFA World Cup 2014.

## Đời tư
Jagielka là người gốc Ba Lan và Scotland. Anh trai của anh là Steve Jagielka, qua đời vào năm 2021, cũng là một cầu thủ chuyên nghiệp chơi ở vị trí tiền vệ, dành phần lớn sự nghiệp tại Shrewsbury Town. Mặc dù người anh đã được cho mượn tại Sheffield United trong một mùa giải nhưng cặp anh em này chưa bao giờ chơi bóng cùng nhau trong một trận đấu chính thức.

## Thống kê sự nghiệp

### Câu lạc bộ
| Câu lạc bộ          | Mùa giải            | Giải đấu            | Giải đấu | Giải đấu | FA Cup | FA Cup | League Cup | League Cup | Khác | Khác | Tổng cộng | Tổng cộng |
| Câu lạc bộ          | Mùa giải            | Hạng đấu            | Trận     | Bàn      | Trận   | Bàn    | Trận       | Bàn        | Trận | Bàn  | Trận      | Bàn       |
| ------------------- | ------------------- | ------------------- | -------- | -------- | ------ | ------ | ---------- | ---------- | ---- | ---- | --------- | --------- |
| Sheffield United    | 1999–2000           | First Division      | 1        | 0        | 0      | 0      | 0          | 0          | —    | —    | 1         | 0         |
| Sheffield United    | 2000–01             | First Division      | 15       | 0        | 0      | 0      | 3          | 0          | —    | —    | 18        | 0         |
| Sheffield United    | 2001–02             | First Division      | 23       | 3        | 0      | 0      | 1          | 0          | —    | —    | 24        | 3         |
| Sheffield United    | 2002–03             | First Division      | 42       | 0        | 5      | 1      | 7          | 1          | 3    | 0    | 57        | 2         |
| Sheffield United    | 2003–04             | First Division      | 43       | 3        | 3      | 0      | 2          | 0          | —    | —    | 48        | 3         |
| Sheffield United    | 2004–05             | Championship        | 46       | 0        | 5      | 1      | 3          | 1          | —    | —    | 54        | 2         |
| Sheffield United    | 2005–06             | Championship        | 46       | 8        | 1      | 0      | 0          | 0          | —    | —    | 47        | 8         |
| Sheffield United    | 2006–07             | Premier League      | 38       | 4        | 0      | 0      | 0          | 0          | —    | —    | 38        | 4         |
| Sheffield United    | Tổng cộng           | Tổng cộng           | 254      | 18       | 14     | 2      | 16         | 2          | 3    | 0    | 287       | 22        |
| Everton             | 2007–08             | Premier League      | 34       | 1        | 1      | 0      | 5          | 0          | 9    | 1    | 49        | 2         |
| Everton             | 2008–09             | Premier League      | 34       | 0        | 6      | 0      | 1          | 0          | 2    | 1    | 43        | 1         |
| Everton             | 2009–10             | Premier League      | 12       | 0        | 0      | 0      | 0          | 0          | 1    | 0    | 13        | 0         |
| Everton             | 2010–11             | Premier League      | 33       | 1        | 2      | 0      | 1          | 0          | —    | —    | 36        | 1         |
| Everton             | 2011–12             | Premier League      | 30       | 2        | 1      | 0      | 2          | 0          | —    | —    | 33        | 2         |
| Everton             | 2012–13             | Premier League      | 36       | 2        | 4      | 1      | 1          | 0          | —    | —    | 41        | 3         |
| Everton             | 2013–14             | Premier League      | 26       | 0        | 2      | 0      | 2          | 0          | —    | —    | 30        | 0         |
| Everton             | 2014–15             | Premier League      | 37       | 4        | 2      | 0      | 0          | 0          | 9    | 2    | 48        | 6         |
| Everton             | 2015–16             | Premier League      | 21       | 0        | 5      | 0      | 3          | 0          | —    | —    | 29        | 0         |
| Everton             | 2016–17             | Premier League      | 27       | 3        | 0      | 0      | 0          | 0          | —    | —    | 27        | 3         |
| Everton             | 2017–18             | Premier League      | 25       | 0        | 1      | 0      | 1          | 0          | 2    | 0    | 29        | 0         |
| Everton             | 2018–19             | Premier League      | 7        | 1        | 0      | 0      | 0          | 0          | —    | —    | 7         | 1         |
| Everton             | Tổng cộng           | Tổng cộng           | 322      | 14       | 24     | 1      | 16         | 0          | 23   | 4    | 385       | 19        |
| Sheffield United    | 2019–20             | Premier League      | 6        | 0        | 2      | 0      | 2          | 0          | —    | —    | 10        | 0         |
| Sheffield United    | 2020–21             | Premier League      | 10       | 0        | 1      | 0      | 1          | 0          | —    | —    | 12        | 0         |
| Sheffield United    | Tổng cộng           | Tổng cộng           | 16       | 0        | 3      | 0      | 3          | 0          | 0    | 0    | 22        | 0         |
| Derby County        | 2021–22             | Championship        | 14       | 0        | 0      | 0      | 0          | 0          | —    | —    | 14        | 0         |
| Stoke City          | 2021–22             | Championship        | 20       | 0        | —      | —      | —          | —          | —    | —    | 20        | 0         |
| Stoke City          | 2022–23             | Championship        | 27       | 2        | 2      | 0      | 1          | 0          | —    | —    | 30        | 2         |
| Stoke City          | Tổng cộng           | Tổng cộng           | 47       | 2        | 2      | 0      | 1          | 0          | —    | —    | 50        | 2         |
| Tổng cộng sự nghiệp | Tổng cộng sự nghiệp | Tổng cộng sự nghiệp | 659      | 34       | 44     | 3      | 36         | 2          | 26   | 4    | 765       | 43        |

1. ↑  Số trận tại First Division play-offs
2. 1 2  Ra sân tại UEFA Cup
3. 1 2 3  Số trận tại UEFA Europa League

### Quốc tế
Nguồn:
| Đội  | Năm  | Trận | Bàn |
| ---- | ---- | ---- | --- |
| Anh  | 2008 | 1    | 0   |
| Anh  | 2009 | 2    | 0   |
| Anh  | 2010 | 4    | 0   |
| Anh  | 2011 | 3    | 0   |
| Anh  | 2012 | 6    | 1   |
| Anh  | 2013 | 8    | 0   |
| Anh  | 2014 | 10   | 2   |
| Anh  | 2015 | 4    | 0   |
| Anh  | 2016 | 2    | 0   |
| Tổng | Tổng | 40   | 3   |

Số bàn thắng của Anh đứng trước, cột tỉ số cho biết tỉ số sau bàn thắng của Jagielka
| Số thứ tự | Ngày             | Nơi diễn ra                    | Cap | Đối thủ    | Tỉ số | Kết quả | Giải đấu            | Ref.   |
| --------- | ---------------- | ------------------------------ | --- | ---------- | ----- | ------- | ------------------- | ------ |
| 1         | 15 tháng 8, 2012 | Stade de Suisse, Bern, Thụy Sĩ | 13  | Ý          | 1–1   | 2–1     | Giao hữu            | [ 37 ] |
| 2         | 30 tháng 5, 2014 | Wembley Stadium, Luân Đôn, Anh | 25  | Perú       | 3–0   | 3–0     | Giao hữu            | [ 38 ] |
| 3         | 9 tháng 11, 2014 | Wembley Stadium, Luân Đôn, Anh | 31  | San Marino | 1–0   | 5–0     | Vòng loại Euro 2016 | [ 39 ] |

## Danh hiệu
Everton
- Á quân FA Cup: 2008–09 [40]

Cá nhân
- Cầu thủ xuất sắc nhất EFL Championship: 2005–06 [41]
- Cầu thủ xuất sắc nhất tháng Premier League: tháng 2 năm 2009 [42]
- Đội hình của năm PFA: Hạng Nhất 2003–04,[43] Championship 2005–06[44]
- Cầu thủ xuất sắc nhất Sheffield United: 2004–05,[45] 2005–06,[46] 2006–07[47]
- Cầu thủ xuất sắc nhất mùa giải của Everton: 2008–09,[48] 2014–15[49]
- Cầu thủ xuất sắc nhất mùa giải của Everton: 2008–09,[48] 2014–15[49]
- Bàn thắng đẹp nhất mùa giải của Everton: 2014–15[49]